# Monoplacophora
Monoplacophores
Classe
Les monoplacophores (Monoplacophora) sont une classe de mollusques marins patelliformes, possibles ancêtres des autres classes de mollusques (hormis celle des polyplacophores)[réf. souhaitée].

## Évolution
Les Monoplacophores sont considérés comme l'un des groupes les plus archaïques de mollusques, représentés par des fossiles du Silurien. On pensait ce groupe éteint jusqu'à la découverte par une équipe danoise en 1952 de Neopilina galatheae par 3 500 mètres de fond près du Costa Rica. Un Monoplacophore a été observé vivant pour la première fois en 2017 par l'expédition Okeanos Explorer de la NOAA, à plusieurs milliers de mètres de fond au large des Samoa.
Ce mollusque patelliforme circulaire de 3,5 cm de diamètre possède une coquille univalve, une bouche recouverte de deux lèvres elles-mêmes recouvertes de cuticule et de larges lobes ciliés.
Il possède également des structures répétées le long de l'axe antéro-postérieur de son corps (5 paires de branchies, 6 paires de néphridies, 8 paires de muscles rétracteurs du pied, 2 paires de gonades…). Plusieurs auteurs pensent qu'il s'agit d'une métamérie, cas unique chez les Mollusques. Dans ce cas, soit la métamérie est ancestrale aux Mollusques (par ailleurs proche des Annélides métamérisés) et aurait été perdue sauf chez les Monoplacophores, soit la métamérie des Monoplacophores est une convergence évolutive avec les autres métaméries (hypothèse moins probable).

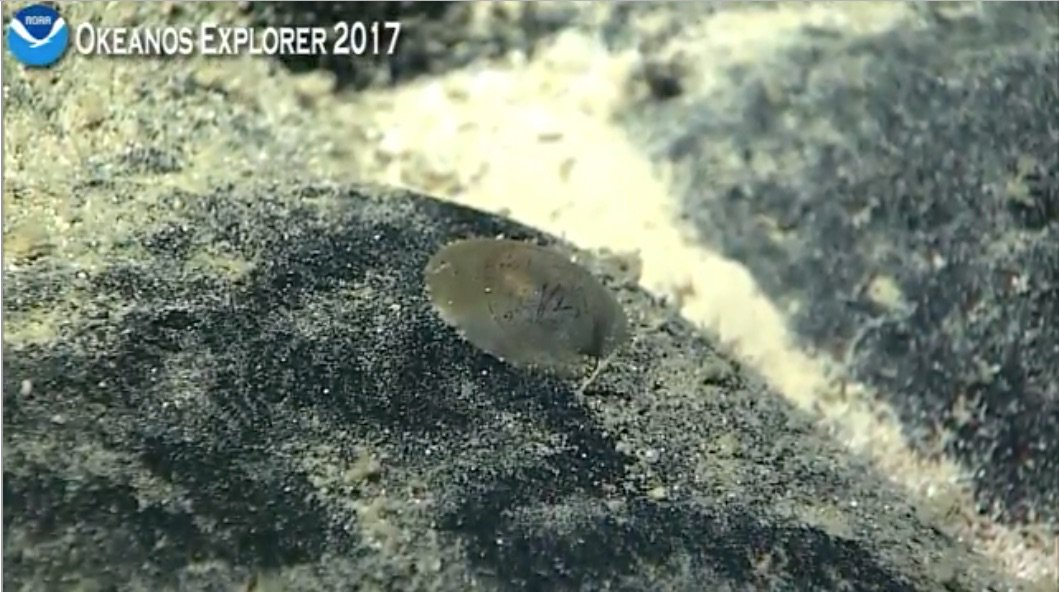
Un Monoplacophore du genre Neopilina observé dans les abysses au large des îles Samoa.

## Liste des ordres
Selon World Register of Marine Species (13 décembre 2022) :
- ordre Cyrtonellida †
- ordre Neopilinida
- ordre Sinuitopsida †
- sous-classe Tergomya †
- ordre Tryblidiida †

Selon Paleobiology Database (13 décembre 2022) :
- Eomonoplacophora
- Multifariida
- Palaeacmaeidae
- Sinuitopsida
- Tryblidiida
- genre Wildernessia